# Orcii
Orcii (titlul original: Orcs: First Blood) este un roman alcătuit normal din 3 volume scris de jurnalistul și autorul britanic Stan Nicholls. Este alcătuit din următoarele volume: Paznicul fulgerului, Legiunea tunetului și Războinicii furtunii. În trilogie este vorba despre o ceată de 30 de orci care încearcă să găsească 5 instrumente pentru a se elibera de sub puterea oamenilor.

## Publicare
Primul volum, Paznicul Fulgerului, (en: Bodyguard of Lighting) a fost publicat pentru prima oară în Regatul Unit în februarie 1999. Al doilea volum, Legiunea tunetului (en: Legion of Thunder) a apărut în octombrie 1999, iar al treilea, Războinicii furtunii (en: Warriors of the Tempest) în noiembrie 2000. Toate cărțile au fost publicate de Gollancz și ilustrate de Chris Baker.
Romanul a fost publicat și în alte țări sub formă de 3 cărți sau antologie, printre care:
Statele Unite ale Americii, Bulgaria, China, Cehia, Germania, Olanda, Franța, Italia, Polonia, Rusia, Spania și România.

## Rezumat

### Paznicul fulgerului
Primul volum începe cu descrierea tărâmului Maras-Dantia care a fost distrus de rasa oamenilor. În curând, s-a pornit războiul între locuitorii din Maras-Dantia și oameni. Însă oamenii erau și ei împărțiți în două tabere după schisma religioasă: Mani și Uni.
Dintre toate populațiile băștinașe din Maras-Dantia, orcii erau cei mai războinici.
În trilogie este vorba despre o ceată de 30 de orci numiți jderi. Ea era condusă de căpitanul Stryke, de cei doi sergenți Haskeer și Jup - singurul pitic dintre jderi - și de cei doi caporali Alfray și Coilla, singura femeie-orc din ceată. Cei treizeci de jderi o slujeau pe regina Jennesta, o vrăjitoare care susținea cauza Mani. Ceata a fost trimisă să recupereze un cilindru sigilat furat de Uni. Odată cu artefactul luat, au pu mâna și pe o mare cantitate de halucinogen, un drog numit și cristal. În drum spre Cairnbarrow (locul în care se afla palatul Jennestei) le-a fost furat artefactul de către bandiții cobolzi. Văzând că nu se mai întorc, Jennesta l-a pus pe generalul Kysthan să organizeze căutarea jderilor. Acesta a trimis o trupă de orci condusă de un căpitan pe nume Delloran. Între timp, Jennesta comunica cu surorile ei, Sanara și Adpar. Pe drum Stryke a început să viseze o lume numai a orcilor și a crezut că-și pierde mințile. Jderii s-au dus la Stânca Neagră, în ținutul cobolzilor. Acolo au găsit o tabără de orci care au murit din cauza bolilor oamenilor. Ceata i-a atacat pe dușmani și a luat artefactul împreună cu un gremlin bătrân pe nume Mobbs. El le-a zis că ceea ce conținea cilindrul avea legătură cu Vermegram - mama Jennestei, a lui Adpar și a Sanarei - și Tentarr Arngrim, două figuri legendare din trecutul Maras-Dantiei. Tot Mobbs le-a spus că unind artefactul din cilindru cu alte 4 obiecte asemănătoare, ei vor obține eliberarea. Jderii credeau că artefactul din cilindru era o stea, dar de fapt era un instrument ca celelalte obiecte.
Gremlinul i-a trimis pe orci la Trinity, o redută Uni condusă de Kimball Hobrow. El s-a îndreptat spre portul Hecklowe, dar a fost omorât pe drum de către Delloran. Jennesta era furioasă deoarece nu găsea artefactul, așa că a ordonat executarea lui Kysthan. L-a înlocuit cu un ofițer pe nume Mersadion. Pe drumul spre Trinity ceata a fost atacată de trupa lui Delloran, dar a rezistat. Haskeer a căzut pradă unei febre. Jup s-a infiltrat nevăzut în redută și a furat steaua.
Bazându-se pe informațiile obținute de Jup în Trinity, au pornit spre Scratch, tărâmul trolilor, în care sperau să găsească al treilea instrument. Întors la palatul jennestei, Delloran a plătit eșecul cu viața. Regina i-a chemat în slujba ei pe Micah Lekmann, Greever Aulay și Jabeez Blaan, trei vânători de recompense. La Scratch, Stryke i-a lăsat pe Haskeer și Coilla să aibă grijă de instrumente, iar el și ceialți jderi au pătruns în labirintul subteran al trolilor. Stryke și Alfray au fost separați de restul cetei când s-a surpat un tavan. Din cauza febrei, Haskeer fuge cu stelele. Coilla îl urmărește, iar pe drum cade de pe cal chiar în fața celor trei vânători de recompense. Jup pune la cale un plan pentru a-i elibera pe Stryke și Hakseer. Cei doi sunt luați prizonieri și pregătiți pentru sacrificare de Tannar, regele trolilor. Pe pumnalul lui sacrificial se afla a treia stea.

### Legiunea tunetului
Al doilea volum începe cu Coilla și cei trei vânători. Jderița îi păcălește spunându-le că prietenii ei se află la portul Hecklowe. Jderii au scăpat din labirint pentru că l-au luat ostatic pe Tannar. Pe drum regele i-a spus lui Stryke că a patra stea se află la Pădurea Drogan, locul în care locuiește un centaur pe nume Keppatawn. Pentru ceea ce le-a zis, Tannar a cerut eliberarea, dar a fost refuzat. A încercat să fugă și a fost omorât de jderi.
Haskeer se duce la Cairnbarrow pentru a-i da instrumentele lui Jennesta, deși este o nebunie curată. Pe drum a fost răpit de oamenii lui Hobrow. Și ceata s-a confruntat cu adepții lui Hobrow. Au aflat că sunt proscriși și că regina a pus o recompensă pe ei. Stryke a împărțit ceata în două. El cu Jup și o jumătate au plecat în căutarea Coillei, iar Alfray cu cealaltă jumătate la Drogan. Jennesta a trimis după jderi patrule de dragoni conduse de stăpâna dragonilor, un spiriduș pe nume Glozellan. În acest timp, vrăjitoarea comunica cu surorile ei. Adpar, creatură nyaddă, se războia cu merzii, o rasă vecină. Regina îi cere ajutor în căutarea stelelor. Deoarece Adpar a refuzat-o, Jennesta a trimis moartea asupra ei. Pe drumul spre Hecklowe, vânătorii s-au întâlnit cu un om pe nume Serapheim. Întâlnirea s-a încheiat repede deoarece puteau fi atacați. Portul era păzit de Supraveghetori, creaturi care impuneau ordinea prin forța mortală. Lekmann, Aulay și Jabbez s-au târguit s-o vândă pe Coilla elfului negustor de sclavi, Razzat-Kheage. Stryke l-a descoperit pe Haskeer și l-a salvat tocmai când era să fie spănzurat. Astfel au recuperat și stelele. Jderii i-au dat voie să se alăture iar cetei, dar sub supraveghere. Jumătatea de ceată a lui Stryke l-a întâlnit pe Serapheim. El le-a povestit că sergentul lor, Coilla, fusese răpită de trei vânători de recompense și dusă la Hecklowe. Apoi, misteriosul om pur și simplu a dispărut. Ajunși la Hecklowe, l-au revăzut pe Serapheim. Urmărindu-l, au ajuns la vizuina lui Kheage.
După o luptă grea, jderii au salvat-o pe Coilla și au fugit din port. Ceata s-a reunit la Golful Calyparr, lângă Pădurea Drogan. În timp ce vâna lembari, Stryke a fost prins de Razzat Kheage. Orcul a fost mai bun și i-a ucis pe elf și oamenii lui. Puțin mai târziu, orcii ajung la Keppatawn. El era un centaur șchiop deoarece demult furase o stea de la Adpar. Atunci ea a aruncat o vrajă asupra lui. Le-a spus că le dă steaua numai dacă îi aduceau o lacrimă de la regina tărâmului nyadd. Ea ar fi putut să-i vindece piciorul. Trecând prin Mlaștina Scarrock, au ajuns la încăperile lui Adpar. Ea era pe patul de moarte din cauza vrăjilor Jennestei. Când totul părea pierdut, a vărsat o lacrimă, de mila ei, pe care Coilla a pus-o într-o striclă. Moartea lui Adpar a trimis un fior telepatic, iar Jennesta află că dușmanii ei se află pe tărâmul nyadd. Pornește astfel spre Scarrock cu armata de Mani formată din zece mii de soldați. Orcii fug, dar pe drum, un jder pe nume Kestix este ucis de nyazzi. Se mai întâmplă încă un lucru rău. Ceata este atacată de Hobrow, iar Stryke cade de pe cal. Glozellan vine imediat cu dragonul și îl duce pe un vărf de munte. Acolo, Stryke se întâlnește cu Serapheim. El îi spune să nu-și piardă speranța și imediat dispare. În final, jderul aude cum instrumentele îi cântă, la fel cum i-a spus și Haskeer că s-a întâmplat.

### Războinicii furtunii
Al teilea volum începe cu sosirea cetei la Drogan. Stryke ajunge și el în pădure împreună cu stăpâna dragonilor. Keppatawn este vindecat și le dă al patrulea instrument.
Puțin după aceea sosește un pițus negustor, pe nume Katz. El le spune tuturor că la Ruffets View, înăuntrul unui templu de Mani, a văzut un instrument care semăna foarte mult cu cele pe care le au ei. Astfel, jderii pleacă la Ruffets. La începutul drumului sunt atacați de gremlini. Ei au crezut că orcii l-au ucis pe Mobbs. Ca de obicei, ceata învinge. Mai au parte de încă o luptă. Doar Stryke și Coilla erau împreună; ceilalți erau plecați la vânătoare. Cei doi sunt atacați de vânătorii de recompense. Camarazii vin imediat în ajutorul lor. Jabeez este ucis, iar Lekmann și Aulay fug. Ajunși la Ruffets, orcii se întâlnesc cu 200 de creaturi din aceeași rasă conduse de caporalul Krenad. Cele două cete se aliază pentru a face față atacului Jennestei. Ei se duc la așezările Manilor pentru a discuta cu aceștia. Orcii sunt lăsați să intre. Acolo l-au cunoscut pe comandantul Rellston și pe Înalta Preoteasă Krista Galby. Imediat, o armată de Uni supusă lui Kimball Hobrow îi atacă pe orci și pe Mani. Rezistă primului și celui de-al doilea atac, dar la al treilea Hobrow vine cu o armată de 20.000 de mii de Uni. Tocmai când nu mai existau speranțe pentru jderi, armata Jennestei sosește și îi învinge pe Uni, iar Kimball Hobrow este ucis de doi orci. Între timp, ceata fuge cu a cincea stea. Krista îi urmărește împreună cu Rellston. Pe drum, Stryke câștigă iar o luptă asupra celor doi vânători rămași. Jderii sunt prinși de Krista. Supărată, Coilla dă vina pe stele pentru tot ceea ce s-a întâmplat și le aruncă. Toate instrumentele se prind unele de altele, iar Stryke și camarazii lui se trezesc pe un tărâm plin de zăpadă.
Ei se îndreaptă spre un palat de gheață. Ajunși acolo, o întâlnesc pe Sanara care le spune să fugă cât mai repede pentru a se salva. Jderii nu ascultă și sunt prinși de demonii numiți Sluagh. Ei le cer instrumentele, deși primesc doar patru. Sluagh îi duc pe orci și pe Sanara într-o încăpere unde îi țin prizonieri. Apare Serapheim care îi ajută să evadeze și pleacă împreună cu ei spre pivnița palatului. Acolo se afla un portal care te ducea pe alte lumi. Prin el, orcii au văzut o lume numai a rasei lor. Un alt lucru șocant este că Serapheim este de fapt Tentarr Arngrim, tatăl Jennestei, Sanarei și a lui Adpar. Vrăjitorul le spune jderilor că are nevoie de instrumente pentru a activa portalul. Așa dar, o parte din ceată pleacă în căutarea stelelor. Stryke le ia, dar rămâne în urmă. Este atacat pentru ultima oară de Lekmann. Foarte ușor, vânătorul a fost ucis. Apoi, jderul vede armata Jennestei luptându-se cu Sluagh și fuge imediat la portal. Serapheim pornește portalul, iar Jennesta apare în ultimul moment împreună cu Mersadion. Generalul îl ucide pe Alfray, iar ceata îi plătește cu aceeași monedă. Jennesta s-a dus și ea, deși nu se știe cum. Fie a fost sfâșiată de forțele titanice ale portalului, fie a fost azvârlită în altă dimensiune. În final, toată ceata ajuns în lumea ei, mai puțin Jup care a rămas în Maras-Dantia.

### „Nelegiuirea”
Acesta este o povestire care se află la sfârșitul cărții în limba română. Ea începe cu alegerea unui nou caporal. Cel ales este jderița Coilla. Avea loc Ziua lui Braetagg, iar Braetagg- o mare căpetenie a orcilor- a fost răpit de către creaturile Pyro, o sectă de-a oamenilor. Dacă orcul nu se afla la Cairnbarrow, atunci s-ar fi stârnit agitație. Așa dar jderii pleacă în căutarea orcului. Haskeer și Jup îl găsesc pe Braetagg, dar sunt capturați de Pyro. Ceilalți 28 de orci vin imediat în ajutor și îi salvează. Din păcate, Braetagg este mort. Jderii se întorc la Cairnbarrow. Haskeer îl lovește în umăr și îi rupe brațul. Toți cei de față îl blestemau pe orc, în timp ce Stryke spunea „Trăiască Ziua lui Braetagg”.
| [Războinicii... dezleagă taina învăluită cu abilitate în evenimentele care se succed alert în primele două volume, dar misterul nu se încheie niciodată. Poate acesta e motivul pentru care] Nicholls mai adaugă o povestire după finalul propriu-zis: încearcă să astâmpere pofta cititorilor dornici de întâmplări captivante, menite să pună la grea încercare simțul înnăscut al dreptății care-i călăuzește pe bătăioșii orci. Astfel există un deznodământ, dar și o cale deschisă spre scenarii pline de fantezie. descriere de pe coperta celui de-al treilea volum în limba română |

Povestirea a apărut original (în Marea Britanie) în Swords Against the Millennium, editată de Mike Chinn (Alchemy Press/Saladoth Productions; septembrie 2000).
„Nelegiuirea” a fost finalistă al Premiului British Fantasy din 2001., iar de atunci a fost reeditată într-o serie de reviste și antologii în toată lumea.

## Succes și critici
AVERTISMENT: dacă nu vreți să deveniți dependenți de cea mai impresionantă serie fantasy din ultima perioadă, ar trebui să nu citiți Paznicul fulgerului.  
Trilogia, tipărită pentru prima oară în Regatul Unit de Victor Gollancz Ltd, a devenit bestseller internațional, cu peste un milion de exemplare vândute. Primele două volume au fost nominalizate la Premiul British Fantasy din anul 2000 (categoria Best Novel). Succesul romanului a început ca o nebunie în Germania. În Regatul Unit, vânzările au fost respectabile, dar nu și spectaculoase.
Nicholls are o grămadă de critici de la câțiva oameni pentru ca el să îndrăznească a scrie absolut tot despre orci. Evident există și aprecieri pozitive. Jon Courtenay Grimwood de la The Guardian ne informează că primul volum „subminează toate locurile comune ale genului fantasy”, iar Genre Hotline ne avertizează să nu devenim dependenți de cea mai impresionantă serie fantasy. „Nicholls încearcă să corecteze proasta faimă cu care Tolkien i-a înzestrat pe orci” spun oamenii de la revista Starburst. Barry Forshaw de la revista Starlog descrie opera literară fără să spună o propoziție: „Renașterea strălucită a legendei orcilor, o cenușăreasă a genului fantasy”, iar Sf Site ne răspunde la întrebarea următoare: „Ce obții când combini o ceată rebelă de orci, cinci obiecte ciudate cu puteri necunoscute și o vrăjitoare paranoică, însetată de răzbunare și pasionată de ritualuri religioase?”. Răspunsul este „O poveste deosebită despre magie, creaturi fantastice și rase mitice”.

## Adaptări[9]
Întrebat într-un interviu din noiembrie 2008 dacă și-ar putea imagina Orcii într-un film, acesta a răspuns: 
„Unul dintre cele mai importante studiouri de la Hollywood vorbește cu agentul meu în acest moment. Studioul european a exprimat interes. Dar nu mă gândesc chiar la asta.
 Am avut cărți optate de companii de film și apoi aruncate. Este o experiență comună pentru scriitori mult mai mult decât ați putea crede, dar aproape întotdeauna duce la nimic. Deci, un film ar fi frumos, dar eu nu îmi țin respirața.”

## Fit For PurposeșiOrcs: Bad Blood
Nicholls a declarat (după ce a vorbit de ecranizarea Orcilor):
„Un proiect care are în cele din urmă s-a întâmplat este romanul grafic Orcii.
 Este o poveste cu totul nouă, nu o adaptare de la oricare dintre romane. Titlul lucrării este Fit For Purpose, iar povestea are loc înainte de evenimentele din prima trilogie. Stryke și jderii sunt în ea, și astfel sunt un număr de alte personaje din First Blood, dar restul este diferit. OK, un roman grafic nu e un film. Dar este aproape, nu-i așa?”
Continuarea romanului Orcii este Orcs: Bad Blood (alcătuită din: Bad Blood: Weapons of Magical Destruction, Bad Blood: Army of Shadows și Bad Blood: Inferno). Primul volum, Weapons of Magical Destruction, a fost publicat în decembrie 2008 în Regatul Unit. Al doilea volum, Army of Shadows, a apărut în octombrie 2009, iar al treilea, Inferno va apărea pe 29 decembrie 2011. În roman, Stryke și jderii primesc un mesaj din care află că într-o altă dimensiune, orcii sunt torturați de o forță umană invadatoare, și au nevoie de o ceată eroică care să intervină și să-i salveze.